# بطلمیوس یکم سوتر
بطلمیوس یکم سوتر (به یونانی باستان: Πτολεμαῖος Σωτήρ؛ به معنی بطلمیوس ناجی؛ حدوداً ۲۸۳–۳۶۷ پیش از میلاد) یکی از سرداران مقدونی اسکندر مقدونی بود که بعدها فرمانروای مصر (۲۸۳–۳۲۳ پیش از میلاد) و بنیان‌گذار سلطنت و دودمان بطالسه شد و در سال ۳۰۵ یا ۳۰۴ پیش از میلاد خود را فرعون خواند.
مادرش آرسینوهه یکم اهل مقدونیه بود اما پدرش معلوم نیست چه کسی بوده‌است. با این وجود منابع باستان او را یا پسر لاگوس، از نجیب‌زادگان مقدونیه، می‌دانند یا پسر نامشروع فیلیپ دوم مقدونیه (که اگر درست باشد بطلمیوس برادر ناتنی اسکندر خواهد بود). بطلمیوس از مورد اعتمادترین سرداران اسکندر به حساب می‌آمد و در شمار هفت محافظ مخصوص وی قرار می‌گرفت. او تنها چند سال بیشتر از اسکندر سن داشت و از خردسالی از دوستان صمیمی او به‌شمار می‌آمد. پس از مرگ اسکندر در سال ۳۲۳ پ. م، وی جسد او را که در مقدونیه دفن شده بود را دزدید و ابتدا در ممفیس و سپس به آرامگاهی جدید در اسکندریه متقل کرد. سپس او به ائتلافی علیه پردیکاس، نایب‌السلطنهٔ مقدونیه پیوست. پردیکاس برای انتقام به مصر لشکر می‌کشد اما توسط افسرانش در سال ۳۲۰ پ. م کشته می‌شود، سپس به بطلمیوس اجازه داده می‌شود که نفوذش را در این کشور محکم‌تر کند. پس از پایان دوران جنگ‌های جانشینی اسکندر، بطلمیوس که مصر را تحت کنترل می‌گیرد، بر سر ناحیهٔ یهودا در جنوب سوریه با متحد سابقش سلوکوس یکم اختلاف نظر میابد و روابط آنها شکرآب می‌شود. سپس او قبرس و کورنائیک را تحت کنترل می‌گیرد و کورنائیک را تحت کنترل پسر ناتنی‌اش ماگاس قرار می‌دهد.
بنظر می‌رسد که بطلمیوس با تائیس، معشوقه اسکندر، ازدواج کرده باشد، همچنین معروف است که او به دستور اسکندر با اشراف‌زاده‌ای ایرانی به نام آرتاکاما ازدواج کرده‌است. او بعدها با اوریدیک، دختر نایب السلطنه مقدونیه آنتی پاتر، ازدواج کرد. پسرانشان، بطلمیوس کیراونوس و میلیگر، بعدها در قلمرو پدربزرگ مادریشان یعنی مقدونیه حکومت کردند. آخرین ازدواج بطلمیوس با دخترعموی اوریدیک و ندیمهٔ مخصوص او، برنیکی بود. پسر آن‌ها، بطلمیوس دوم، جانشین پدرش، مشترکاً با خواهر_همسرش، آرسینوهه دوم، حکومت می‌کرد. آرسینوهه پیشتر با دشمن سیاسی پدرش و شاه مقدونیه، لوسیماخوس و بعداً برادر ناتنی‌اش بطلمیوس کیراونوس ازدواج کرده بود.

## از آغاز تا خدمت به اسکندر

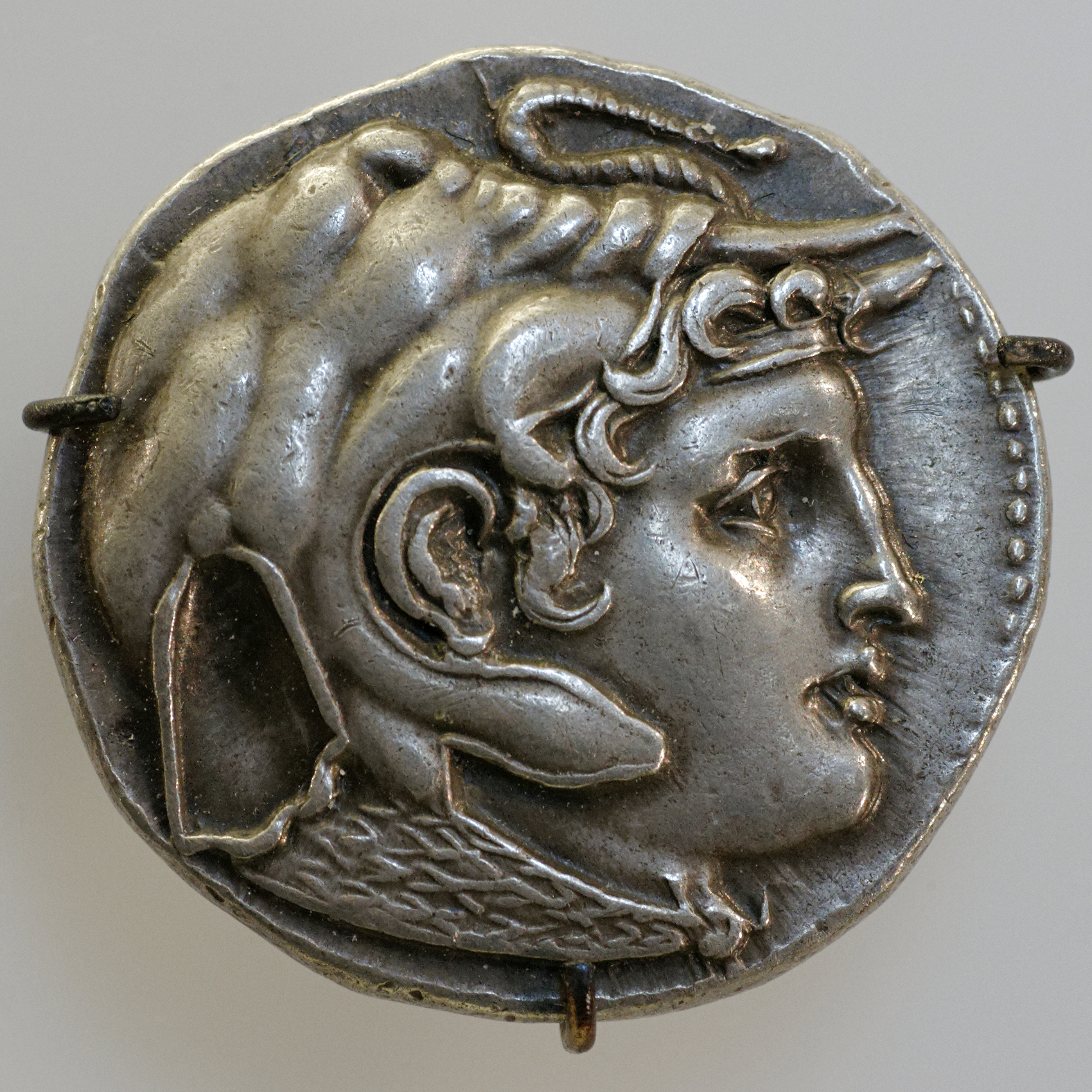
سکه‌ای بطلمیوسی که اسکندر را با تاجی از پوست فیل نشان می‌دهد و نمادی از فتوحات او در هند است.

بطلمیوس در سال ۳۶۷ پیش از میلاد متولد شد. مادر او آرسینوئه نامی بود و به گفته ساتیروس مشاء، آرسینوئه از نوادگان اسکندر یکم مقدونی و در نتیجه عضوی از دودمان آرگید بود؛ بنابراین ادعا داشت که نسب نهایی او به هرکول می‌رسد. ظاهراً، پدر بطلمیوس، لاگوس، یک نجیب‌زاده مقدونی اهل اوردایا بود، اما بسیاری از منابع باستانی ادعا می‌کنند که او در واقع پسر نامشروع فیلیپ دوم مقدونی بوده‌است که اگر این ادعا صحیح باشد، بطلمیوس برادر ناتنی اسکندر بوده‌است.
بطلمیوس از نخستین لشکرکشی‌های اسکندر به او خدمت می‌کرد و در میان هفت «سوماتوفولاکس» اسکندر جای داشت. او در نبردهای اسکندر در افغانستان و هند نقش‌های اساسی ایفا نمود. بطلمیوس در نبرد ایسوس نیز شرکت داشت و در جناح چپ و تحت فرمان پارمنیون فرماندهی بخشی از سربازان را بر عهده داشت. او سپس اسکندر را در سفر به نزد اوراکل در واحه سیوا همراهی کرد و در آنجا او را پسر زئوس نامیدند.

## پس از مرگ اسکندر
هنگامی که اسکندر در سال ۳۲۳ پیش از میلاد درگذشت، گفته می‌شود که بطلمیوس باعث ایجاد ثبات و جلوگیری از شورش و آشوب در بابل شد. پس از تقسیم امپراتوری، او به عنوان ساتراپ مصر، تحت امر پادشاهان اسمی آن زمان یعنی فیلیپ سوم و اسکندر چهارم، منصوب شد. کلئومنس، ساتراپ سابق مصر نیز به عنوان معاون او در مصر باقی‌ماند.
سپس هریک از سرداران دارای قدرت اسکندر مطابق رسوم مقدونی، قصد آن کردند تا با دفن پیکر او در سرزمین‌های تحت کنترل خود، بر حق خود بر تاج و تخت تأکید کنند. بطلمیوس برای به دست آوردن جسد اسکندر تلاش بسیار زیادی کرد. اسکندر در بستر مرگ وصیت کرده بود که به جای مقبره‌های سلطنتی آیگای در مقدونیه، در معبد زئوس-آمون واقع در واحه سیوا دفن شود. با این حال، سرداران او از جمله پردیکاس تلاش‌های بسیاری کردند تا جسد او را در مقدونیه دفن کنند. در اواخر سال ۳۲۲ یا اوایل سال ۳۲۱ پیش از میلاد، جسد اسکندر در سوریه و در راه انتقال به مقدونیه بود که توسط بطلمیوس ربوده شد. او در ابتدا بقایای جسد اسکندر را به مصر آورده و در ممفیس دفن کرد، اما پس از مدتی جسد را به اسکندریه منتقل و در آنجا به خاک سپرد و آرامگاهی نیز برای او ساخته شد. اندکی پس از این رویداد، بطلمیوس آشکارا به ائتلافی علیه پردیکاس پیوست که توسط آنتی پاتر و آنتیگون ژنرال های کهن سال اسکندر که از تقسیم بابل ناراضی و طی آن غایب بودند، رهبری میشد. پردیکاس به مصر لشکر کشیده اما در عبور از نیل ناموفق بود و همان شب توسط تعدادی از افسران سواره نظام از جمله سلوکوس و پیتون به قتل رسید. این دو جایزه خوش خدمتی خود را در تقسیم دوم در سوریه با به دست آوردن ساتراپی بابل (سلوکوس) و ماد‌ بزرگ (پیتون) گرفتند.
در طول جنگ های جانشینان اسکندر که بیست سال به طول انجامید بطلمیوس بارها جبهه عوض کرده و موفق شد سرزمین مصر را حفظ کند. همچنین وقتی آنتیگون یک چشم بابل را از سلوکوس گرفته و او را فراری داد، بطلمیوس سلوکوس را پذیرفته و وی را دریاسالار خود کرد. چند سال بعد در 312 پیش از میلاد بطلمیوس حدود دو هزار نفر نیرو در اختیار سلوکوس گذاشت و کمک کرد که او که در آن شهر محبوب و محترم بود بابل را پس بگیرد و برای سلوکیان این زمان مبدا تاریخشان شد. سلوکوس سپس به شرق ایران لشکر کشید و سایر فرماندهان سابق اسکندر در طول جنگ های سوم جانشینان نبردهای طولانی و بی نتیجه ای را از سر گذراندند. نهایتا در 301 پیش از میلاد در نبرد ایپسوس سپاهیان کاساندر و لیسیماخوس برای رویارویی نهایی با آنیتگون آماده شدند. بطلمیوس که امید چندانی به پیروزی متحدین نداشت احتیاط کرده و در سوریه ماند و به اردوی دیگران نپیوست. اما همین زمان سلوکوس با 400 فیل جنگی که از چاندراگوپتا گرفته بود به متحدین پیوست و سرنوشت جنگ را تغییر داد. پادشاهی آنتیگون میان ژنرالها تقسیم شد و بطلمیوس هم اردن امروزی و فلسطین را اشغال کرد. امری که به نارضایتی سلوکوس که پیروزی را کسب کرده بود انجامید. اما سلوکوس به دلیل رفاقت قدیمی و عدم تمایل برای شروع جنگی دیگر این امر را نادیده گرفته و تنها به بطلمیوس نامه ای فرستاد و گفت : " بعد از این باید با خود بیاندیشم که چگونه با دوستی رفتار باید کرد که به سهم خود قانع نیست". مشکل فلسطین حل نشد و بعدا به مجموعه جنگ های سوری میان خاندان سلوکوس و خاندان بلطمیوس انجامید.